# Hötorget, Skara
Hötorget är ett torg i Skara som även kallats Fisktorget, som anlades 1859. En eldsvåda vårfrudagen 25 mars 1858 ödelade tre gårdar, som då låg på Marumsgatans västra sida. Det berättas att några borgare köpte in de avbrända tomterna och skänkte dessa till Skara stad. I rådstugan beslutades att området skulle bli uppställningsplats för kreatur i samband med marknaderna. På 1885 års stadskarta nämns platsen som Hötorget, kanske för att kreaturen utfordrades med just hö? Namnet fastställdes i stadsfullmäktige 18/2 1888. På platsen idkades fiskhandel och i folkmun kallades platsen för Fisktorget vilket namn redovisas på en karta från 1902 liksom på en karta från 1935. Fram till 1957, då Arkaden byggdes, fanns det enbart trähus kring torgets östra och västra sidor.